# Старобешівський район
Старобе́шівський райо́н — колишня адміністративно-територіальна одиниця Донецької області України. Площа — 1282 км². Районний центр — смт Старобешеве. Населення становило 50 570 осіб (на 1.08.2013). Утворено 1923 року.

## Загальні відомості
Старобешівський район розташований у степовій зоні на південному сході Донецької області.
На півночі район примикає до земель м. Донецька, на заході межує з Волноваським районом Донецької області, на сході — з Амвросіївським, на півдні — з Тельманівським районом. У південно-східній частині межа району збігається з державним кордоном України й Росії.
Адміністративний центр розташований у смт Старобешеве і розташований практично в центрі району, за 35 км від м. Донецька та за 13 км від залізничної станції Менчугове.
Район займає територію 1282 км², довжина з півночі на південь — 38 км, зі сходу на захід — 42 км.
Район поєднує 61 населений пункт, у тому числі місто Комсомольське, селища міського типу Новий Світ і Старобешеве та 58 сільських населених пунктів.
Чисельність населення району — близько 53 тис. осіб (45 чоловік на 1 км²), у тому числі 28,0 тис. міського населення та 25,0 тис. сільського. За національною ознакою: українці — 50,7 %, росіяни — 32,0 %, греки — 15,0 %, інші (німці, білоруси, татари, євреї, поляки, молдавани) −2,3 %.

## Історія
Територія, на якій розташований район, була заселена ще в період бронзи. Про це свідчать предмети, знайдені в період розкопок двох курганів. В одному з них виявлене поховання вождя з кам'яною булавою, кременевим наконечником списа й бронзовим ножем, у другому — два поховання в кам'яних гробницях. У районі виявлені сліди перебування кочевників (ІХ- ХІІІ ст.) — біля десятка скульптур з каменя.
Близько 230 років тому через Старобешівський степовий край пройшов караван грецьких переселенців із Криму. Облюбувавши землі біля Кальміусу, п'ять родин («беш» у перекладі з грецького — «п'ять», «ев» — будинок) заснували сьогоднішній центр району — смт Старобешеве. І виросло уздовж однієї з головних рік Донбасу намисто селищ хліборобів.
Відповідно до грамоти Катерини II від 21 травня 1779 року переселенцям із Криму в Приазов'я були надані значні пільги: право безмитної торгівлі, лову риби в Азовському морі. Їх звільнили від сплати податків на 10 років і від військової служби на 100 років. Вони мали своє керування. З початку в Бешеве — так називали переселенці своє село — проживало понад 200 чоловік.
У 1817 році було проведено межування землі, наданої переселенцям. За селом закріпили ділянку з розрахунку 30 десятин на душу. У 1866 році на греків-переселенців була поширена єдина система цивільного устрою й управління. У числі 11 грецьких волостей створили й Бешівську, що входила спочатку в Олександрівський, а з 1874 року в Маріупольський повіт.
З 1896 році районний центр був перейменований у Старобешеве у зв'язку з виділенням з нього села Новобешеве. Напередодні Першої світової війни районний центр, Старобешеве, було великим селом. У ньому налічувалося 685 дворів, у яких проживало 4,3 тис. осіб.
У 1912 році в Старобешеві побудували лікарню, у якій було всього сім ліжок. У 1915 році в селі, населення якого становило 5 тис. осіб, було 2 земські початкові училища, у них навчалося 400 учнів.
Старобешівський район було засновано відповідно до ухвали ВУЦВК від 7 березня 1923 «Про адміністративно-територіальний розподіл Донецької губернії» у складі Юзівської округи. З самого початку він називався Стильським (центр — с. Стила), у нього увійшли колишні Стильська, Бешівська, Каракубська, Олександрівська та Новотроїцька волості.
1 травня 1923 року в районі було створено орган державної влади — Стильський районний виконавчий комітет ради робочих, селянських та червоноармійських депутатів.
У листопаді 1924 року центр Стильського району було перенесено в с. Бешеве й постановою Стильського виконкому від 6 серпня 1925 року Стильський район було перейменовано на Бешівський. У цей період в селах активно ліквідовувалася неграмотність, покращувалося медичне обслуговування, відкривалися клуби та бібліотеки.
Навесні 1930 року була заснована Стробешівська машинно-тракторна станція. Через два роки вона мала 50 тракторів і обслуговувала 17 колгоспів із площею землі 27,5 тис. гектарів. На базі МТС була створена перша в СРСР жіноча тракторна бригада, яку очолила П. Н. Ангеліна.
У 1932 році почалося будівництво єдиного міста на території району — міста Комсомольське, одночасно з початком розвитку Комсомольського рудоуправління — великого механізованого підприємства по розробці флюсового вапняку відкритим способом.
У період окупації німецько-фашистськими загарбниками в 1941—1943 роках Старобешівський райвиконком припинив свою діяльність та відновив її зразу після визволення у вересні 1943 року.
У 1958 році районний центр Старобешеве було віднесено до категорії селищ міського типу. Рік по тому розпочала свою роботу Старобешівська ТЕС — на той час одна з найбільших у Європі електростанцій.
На сьогодні в районі існує 1 районна та 14 місцевих рад: Комсомольська міська, 2 селищних і 11 сільських рад.

### Дати заснування населених пунктів району
| населений пункт | назва           | дата заснування                |
| місто           | Комсомольське   | 1934                           |
| смт             | Новий Світ      | 1954                           |
| смт             | Старобешеве     | 1780                           |
| село            | Кам'янка        | 1873                           |
| село            | Кумачове        | 1730                           |
| село            | Берестове       | кінець XVIII — початок XIX ст. |
| село            | Вишневе         | кінець XVIII — початок XIX ст. |
| село            | Глинка          | 1860                           |
| село            | Культура        | кінець XVIII — початок XIX ст. |
| село            | Лужки           | кінець XVIII — початок XIX ст. |
| село            | Побєда          | кінець XVIII                   |
| село            | Світлий Луч     | кінець XVIII — початок XIX ст. |
| село            | Шевченко        | 1919                           |
| село            | Мар'янівка      | 1879                           |
| селище          | Калініна        | 1910-1911                      |
| селище          | Кірове          | 1850                           |
| селище          | Менчугове       | 1902                           |
| село            | Новобешеве      | 1876                           |
| село            | Новоселівка     | 1803                           |
| село            | Обільне         | 1803                           |
| село            | Придорожнє      | 1840                           |
| село            | Новозар'ївка    | 1898                           |
| село            | Андріївка       | 1892                           |
| селище          | Бурне           | 1931                           |
| село            | Веселе          | 1915                           |
| село            | Войкове         | 1918                           |
| село            | Воровське       | 1925                           |
| село            | Зелене          | 1898                           |
| селище          | Колоски         | 1905                           |
| село            | Широке          | 1890                           |
| село            | Новокатеринівка | 1857                           |
| село            | Ленінське       | 1920                           |
| село            | Берегове        | 1920                           |
| село            | Прохорівське    | 1919                           |
| село            | Ребрикове       | 1946                           |
| селище          | Строїтель       | 1949                           |
| село            | Шмідта          | 1919                           |
| село            | Олександрівка   | 1922                           |
| село            | Вознесенка      | кінець XIX ст.                 |
| село            | Горбатенко      | 1935-1936                      |
| село            | Світле          | 1916-1917                      |
| село            | Чумаки          | 1916-1917                      |
| село            | Осикове         | початок XIX ст.                |
| селище          | Зернове         | 1899                           |
| село            | Роздольне       | 1780                           |
| село            | Василівка       | 1860                           |
| село            | Сонцеве         | 1878                           |
| село            | Краснопілля     | 1958                           |
| село            | Стила           | 1780                           |

## Адміністративний устрій
Адміністративно-територіально район поділяється на 1 міську раду, 2 селищні ради та 11 сільських рад, які об'єднують 60 населених пунктів та підпорядковані Старобешівській районній раді. Адміністративний центр — місто Кальміуське.

## Населення
Національний склад населення району за переписом 2001 року
|               | чисельність | частка, % |
| Українці      | 29 170      | 52,1      |
| Росіяни       | 17 761      | 31,7      |
| Греки         | 7 491       | 13,4      |
| Білоруси      | 397         | 0,7       |
| Азербайджанці | 241         | 0,4       |
| Німці         | 171         | 0,3       |
| Вірмени       | 122         | 0,2       |
| Усього        | 55 952      | 55 952    |

Етномовний склад сільських та міських рад району (рідна мова населення) за переписом 2001 року, %
|                            | російська | українська | грецька |
| Старобешівський район      | 81,8      | 17,1       | 0,6     |
| -------------------------- | --------- | ---------- | ------- |
| м. Комсомольське           | 91,5      | 8,1        | 0,1     |
| смт Старобешеве            | 93,6      | 5,9        | 0,1     |
| смт Новий Світ             | 88,3      | 11,4       | 0,1     |
| Олександрівська сільрада   | 56,1      | 43,6       |         |
| Комунарівська сільрада     | 84,3      | 15,4       |         |
| Кумачівська сільрада       | 62,1      | 37,1       |         |
| Мар'янівська сільрада      | 64,4      | 34,1       | 0,5     |
| Новоазар'ївська сільрада   | 66,6      | 30,0       | 0,1     |
| Новокатеринівська сільрада | 67,0      | 32,6       | 0,1     |
| Осиківська сільрада        | 17,3      | 82,5       |         |
| Петрівська сільрада        | 87,6      | 10,7       | 1,2     |
| Роздольненська сільрада    | 93,5      | 4,6        | 1,7     |
| Сонцевська сільрада        | 75,6      | 23,4       |         |
| Стильська сільрада         | 82,4      | 9,1        | 8,2     |

## Соціальна сфера
Населення обслуговують 3 лікарні, 17 фельдшерсько-акушерських пунктів, протитуберкульозний диспансер. У районі функціонує 9 сімейних амбулаторій.

### Освіта
Освітня галузь району представлена 20 загальноосвітніми школами, 21 дитячим дошкільним закладом, 3 професійно-технічними навчальними закладами та вищим державним навчальним закладом І-ІІ рівнів акредитації — Комсомольським індустріальним технікумом Приазовського державного технічного університету.

### Культура
Базова мережа сфери культури налічує 41 заклад, з них 15 установ клубного типу, 21 бібліотеку, 2 музеї, 1 школу естетичного виховання, 2 дитячих музичних школи.
У районі налічується понад 400 пам'яток археології, 47 пам'ятників історії та культури, монументального мистецтва. У фондах музею знаходиться понад 8 тис. експонатів основного фонду зберігання.

## Персоналії

### Видатні особистості
- Азаров Юрій Петрович — вчений, педагог-письменник, художник.
- Чапек Володимир Миколайович — доктор географічних наук, професор, завідувач кафедри Ростовського Університету
- Хапланов Микола Веніаминович — поет-письменник, член спілки письменників України, лауреат премії Даля.
- Шемчук Людмила Степанівна — оперна співачка, у минулому солістка Віденської опери.
- Ставринова Олександра Іванівна — відома співачка ансамблю пісні й танцю України «Донбас»
- Халаджи Дмитро Васильович — силач, рекордсмен Книги Рекордів Гіннесса
- Федоров Володимир Христофорович — доктор біологічних наук, проректор Донського аграрного університету
- Троцан Володимир Іванович — професор, доктор технічних наук, проректор Донського аграрного Університету
- Степанов Олександр Павлович — лауреат державної премії СРСР, головний інженер управління геологів Південного Уралу
- Кукоз Федір Іванович — заслужений діяч науки, доктор технічних наук
- Джуха Іван Георгійович — дослідник історії грецької культури.

## Економічний потенціал
Історично склалося так, що Старобешівський район, перебуваючи в самому центрі Донецької області, є одним з найбільш промислово-розвинених сільськогосподарських районів. Він має потужний енергетичний потенціал, мінерально-сировинні ресурси та традиційно-розвинений агропромисловий комплекс.
Сучасний Старобешівський район займає гідне місце серед 17 сільськогосподарських районів Донецької області.
Досягти подібних результатів вдалося завдяки зваженій і продуманій стратегії розвитку району, для реалізації якої обрані такі пріоритетні напрямки як виконання в повному обсязі соціальних програм, зваженій і розумній економічній політиці. Для реалізації програми наповнення бюджету в плані прибуткового податку одним з напрямків стало створення якісно нових робочих місць і легалізація трудових відносин. Крім того, рівень заробітної плати в районі має постійну тенденцію до росту і перевищує прожитковий мінімум для працездатних осіб у 2,3 раза та є одним з найвищих показників серед районів області.
Провідними галузями економіки району є промисловість і сільське господарство.
Основну частку промислового виробництва забезпечують такі великі підприємства, як Старобешівська ТЕС і ВАТ «Комсомольське рудоуправління».
На діючих виробничих потужностях Старобешівська ТЕС може виробляти понад 15 млрд квт/г. електроенергії. ВАТ «Комсомольське рудоуправління» спеціалізується на видобутку флюсового вапняку відкритим способом для металургійної галузі й супутньої продукції — будівельних щебенів. Потужності даного підприємства дозволяють добувати товарного вапняку понад 13,5 млн тонн на рік.
Сільгоспвиробники району спеціалізуються на виробництві зернових культур, соняшника, овочів, м'яса, яєць. За 17 сільськогосподарськими підприємствами, 78 фермерськими господарствами та 3 агроцехами ММК ім. Ілліча закріплено 59,5 тис. га землі, в тому числі 53,0 тис. га — ріллі.
Високі показники у виробництві сільськогосподарської продукції мають такі сільгосппідприємства, як ТОВ ім. Фрунзе, АФ «Агросервіс», ТОВ АФ «Гірник» та інші.
У районі ведеться робота з залучення інвестицій у сільськогосподарське виробництво, зокрема, для впровадження нових прогресивних технологій вирощування худоби. Як приклад — реалізація проекту по створенню масштабного багатогалузевого сільськогосподарського підприємства в Комунарівській сільській раді. Загальна вартість проекту становить 11,5 млн євро. При реалізації даного проекту впроваджуються сучасні енергозберігаючі й економічно менш витратні технології.

## Культура та традиції
Район відомий своїми національними і культурними традиціями, але найголовніше його багатство — це люди, їхня праця, досягнення, успіхи, культура, менталітет.
Демографічною особливістю Старобешівського району є те, що 15 % його населення — греки, тому вплив грецької культури, укладу життя, традицій грецької родини тут непомірно вищий процентної кількості греків.
Дбайливе зберігання традицій, трепетне ставлення до етнічної культури, шанування історії традиційно передаються у спадок молодим поколінням. Про це свідчить наявність понад 400 пам'яток археології, 47 пам'ятників історії та культури, монументального мистецтва, що розташовані на території району, а також зберігаються у фондах трьох музеїв.

## Політика
25 травня 2014 року відбулися Вибори Президента України. У межах Старобешівського району було створено 6 виборчих дільниць. Явка на виборах складала — 8,73 % (проголосували 573 із 6 562 виборців). Найбільшу кількість голосів отримав Петро Порошенко — 28,80 % (165 виборців); Сергій Тігіпко — 26,70 % (153 виборців), Михайло Добкін — 9,95 % (57 виборців), Юлія Тимошенко — 6,46 % (37 виборців). Решта кандидатів набрали меншу кількість голосів. Кількість недійсних або зіпсованих бюлетенів — 10,82 %.